# Joseph Losey
Joseph Walton Losey (14. januar 1909 i La Crosse, Wisconsin, USA – 22. juni 1984 i London, England) var en amerikansk filminstruktør.
Han begyndte som teaterinstruktør, og filmdebuterede med fabelen The Boy with Green Hair (Drengen med det grønne hår, 1948), og lavede en ny version af Fritz Langs M (1951). Han blev offer for McCarthyismen i Hollywood og bosatte sig i 1952 i Storbritannien. Her lavede han først kriminalfilm, bl.a. The Intimate Stranger (I lokkeduens net, 1956) og Time Without Pity (Angstens timer, 1957). Han vandt sig gradvis et navn som instuktør, bl.a. gennem science fiction-filmen The Damned (De fordømte, 1961) og den freudiansk inspirerede Eva (1962). Stor kritikersucces fik den kompromissløse The Servant (Snylteren, 1963) med Dirk Bogarde som tjeneren som overtager magten. Accident (Ulykkesnatten, 1967) var et samarbejdsprojekt med forfatteren Harold Pinter, og The Go-Between (Sendebudet, 1970) en historie fra århundredeskiftets England. Henrik Ibsen-filmatiseringen A Doll's House (Et dukkehjem, 1973) blev optaget på Røros med Jane Fonda som Nora. Losey fik stor opmærksomhed med Don Giovanni (1979), en dyr filmatisering af Mozarts opera med førende operasangere i rollerne.